# شهرستان عیال سریح
ناحیهٔ عیال سریح (به عربی: مدیریة عیال سریح) یک ناحیه در یمن است که در استان عمران واقع شده‌است.
ناحیهٔ عیال سریح ۵۴٬۰۱۵ نفر جمعیت دارد.